# 嚴用和 (嘉靖進士)
嚴用和（1531年—1584年），字禮衡，號春門，浙江杭州前衛軍籍，福建福州府懷安縣人，明朝政治人物。

## 生平
嘉靖三十一年（1552年）壬子科浙江鄉試第八十七名舉人。嘉靖四十四年（1565年）中式乙丑科三甲第二百七十一名進士。改翰林院庶吉士，隆慶元年（1568年）二月授兵科给事中，二年六月升吏科右，九月升本科左，三年三月升工科都，五年二月復除吏科都，万历二年（1574年）八月復除刑科，五年二月升太常寺少卿，六年正月降山東右參議，八年正月陞本省副使。九年十月升山西参政，十一年七月升陕西按察使，十二年八月卒，

## 家族
曾祖嚴通；祖父嚴宗盛；父嚴寶，累赠吏科都给事中。前母丁氏，累赠孺人；母吳氏，累封太孺人。兄嚴用相、弟嚴用楠。